# Summer Night City
A Summer Night City című dal a svéd ABBA együttes 1978. szeptember 6-án megjelent kislemeze, melyet eredetileg a Voulez-Vous című albumra terveztek megjelentetni, azonban végül a dal nem került fel, csupán a Greatest Hits Vol. 2 című lemezen volt hallható először. Az 1997-es és 2001-es újrakevert CD megjelenéseken azonban szerepel a dal bónuszként.

## Története
A dal felvételei 1978 elején kezdődtek. Eredetileg  "Dancing In The Moonlight"  és  "Kalle Sändare"  címen rögzítették. Az ABBA új stúdiója a Polar Music Stúdió 1978 májusában nyílt meg, de kezdetben nem volt még kész felvételek rögzítésére, így az elsődleges munkálatok a Metronome Stúdióban kezdődtek. Eredetileg egy 43 másodperces ballada stílusú bevezetőt szántak introként, de nem voltak vele megelégedve, így később törölték. Állítólagosan a dal egyetlen keverése is egy hetet vett igénybe, sokkal többet, mint amennyit korábban bármelyik dalra szántak. Úgy érezték, hogy valami rossz van a felvételeken, és nem tudták az újat rákeverni, hogy hangosabban szóljon a dal. A csapat végül úgy döntött, hogy a dalt megjelenteti, és az 1979-es világkörüli turnén is játszották eredetiben, az eltávolított résszel együtt. A korábban kiadatlan változatot végül megjelentették az 1994-es Thank You For The Music című válogatásbox kiadványban.

## Megjelenések
7"  Magyarország Pepita – SPSK 70334 
- A Summer Night City	3:34
- B Medley  (Pick A Bale Of Cotton – On Top Of Old Smokey – Midnight Special) 4:15

## B oldal Medley
A kislemez B. oldalán egy Medley található olyan tradicionális dalokkal, mint a Pick a Bale of Cotton, On Top of Old Smokey, és a Midnight Special, melyet a tagok 1975-ben rögzítettek. A dalokat nem az együttes írta. A Medley 1975-ös teljes változata a Stars im Zeichen eines guten Sterns című német jótékonysági albumon jelent meg a Polydor kiadó jóvoltából. Az 1978-as tömörített változat a Thank You For the Music 4 lemezes kiadványán hibásan szerepel, miszerint az 1975-ös változat hallható rajta, azonban ezt a tényt cáfolták. A 2000-es évek elején az Epic Records visszaadta azt a mesterszalagot a Polar Music számára, amelyen az 1978-as változat szerepel.

## Slágerlista
| Slágerlista (1978)                    | Legjobb helyezés |
| ------------------------------------- | ---------------- |
| Ausztrália Australian Singles Chart   | 13               |
| Ausztria Austrian Singles Chart       | 18               |
| Belgium Belgian Singles Chart         | 2                |
| Kanada Canadian Singles Chart         | 34               |
| Hollandia Dutch Singles Chart         | 5                |
| Európa Eurochart Hot 100              | 1                |
| Finnország Finnish Singles Chart      | 1                |
| Franciaország French Singles Chart    | 15               |
| Németország German Singles Chart      | 6                |
| Írország Ír slágerlista               | 1                |
| Japán Japanese Singles Chart          | 24               |
| Mexikó Mexican Singles Chart          | 10               |
| Új-Zéland New Zealand Singles Chart   | 37               |
| Norvégia Norwegian Singles Chart      | 3                |
| Svédország Swedish Singles Chart      | 1                |
| Svájc Swiss Singles Chart             | 5                |
| Egyesült Királyság Brit kislemezlista | 5                |

## Feldolgozások
- A 90-es években az Abbacadabra által készített különféle remixei láttak napvilágot az Almighty Records kiadásában. A dalt 2008-ban a We Love ABBA: The Mamma Mia dance collection albumon szerepeltették. A dal hangmintáit a kiadó honlapján lehetett hallani.[4]
- 2001-ben a svéd szimfonikus metalzenekar Theiron's Secret dolgozta fel a dalt, és jelentette meg live változatban a Live in Midgård című albumán. A dalhoz készült klipet és a stúdió változatot szintén a csapat készítette.[5]
- 2004-ben a svéd zenész Nils Landgren dolgozta fel a dalt, mely Funky ABBA című albumán szerepel.
- 2005-ben az izraeli DJ Offer Nissim dolgozta fel a dalt dance változatban First Time című albumára, melynek a női vokálját Maya Simantov énekli.
- 2008-ban az orosz énekes Roma Kenga angol nyelvű feldolgozást készített eurotrance változatban.